# 嘉南藥理大學
嘉南藥理大學（英語：Chia Nan University of Pharmacy and Science，CNU），簡稱嘉藥、嘉南藥大，是一所位於臺南市仁德區的私立科技大學，亦為臺灣設有藥學系的九所大專院校之一。嘉藥前身為1966年王趁創辦的「嘉南藥學專科學校」；1996年改為「嘉南藥理學院」；2000年獲准升格，改名「嘉南藥理科技大學」；2014年更名為「嘉南藥理大學」。現共有3個學院、22個學系。

## 校史
| 年分             | 簡介 |
| 嘉南藥學專科學校 | 嘉南藥學專科學校 |
| ---------------- | --- |
| 1966年3月        | 創辦人王趁先生同醫學界及教育界先進共同創辦嘉南藥學專科學校，設有五年制藥學科 |
| 1969年           | 增設保健藥學科。同年3月，實習藥廠啟用 |
| 1970年           | 增設二年制藥學科 |
| 1971年3月        | 圖書館第一代館舍（今藥學大樓）動工 |
| 1972年3月        | 圖書館第一代館舍啟用 |
| 1973年           | 二年制藥學科停招 |
| 1976年           | 保健藥學科停招；增設五年制應用化學科及工業安全衛生科。應用化學科分設農畜藥組、化粧品組 |
| 1979年3月        | 體育館（今大禮堂）動工 |
| 1980年           | 增設五年制食品衛生科 |
| 1981年3月        | 體育館竣工啟用 |
| 1982年           | 應用化學科取消農畜藥組、化粧品組之分組；增設二年制工業安全衛生科進修部 |
| 1986年1月        | 學生活動中心動工。同年3月，李金星紀念實驗大樓動工 |
| 1987年           | 增設二年制食品衛生科進修部。同年3月，李金星紀念實驗大樓啟用 |
| 1988年           | 增設二年制應用化學科進修部、工業安全衛生科 |
| 1990年           | 增設二年制應用化學科、環境工程衛生科 |
| 1991年           | 增設二年制環境工程衛生科進修部；圖書館第二代館舍（今環境永續大樓）啟用 |
| 1992年           | 增設五年制環境工程衛生科、三年制藥學科進修部及五年制醫務管理科；3月，學生活動中心啟用 |
| 1993年           | 增設二年制化粧品應用與管理科 |
| 1994年           | 增設二年制幼兒保育科；9月，綜合教學大樓（今松田大樓）啟用；10月，新建體育館啟用 |
| 1995年10月       | 食品教學大樓啟用 |
| 嘉南藥理學院     | |
| 1996年8月        | 改制為嘉南藥理學院，設有藥學系、應用化學系、工業安全衛生系、食品衛生系、醫務管理系、環境工程衛生系 |
| 1998年           | 增設資訊管理系、保健營養系 |
| 1999年           | 增設生活應用與保健系、青少年兒童福利系、休閒保健管理系；成立教育學程 |
| 嘉南藥理科技大學 | |
| 2000年           | 改名為嘉南藥理科技大學 3月，幼兒保育大樓暨托兒所（今幼保大樓）、國際會議廳（今國際會議中心）啟用 8月，設立「藥理學院」、「民生學院」、「社會科學學院」 |
| 2001年           | 增設餐旅管理系、環境工程衛生系碩士班、生物科技研究所碩士班 11月，水療館暨研究大樓（今休閒理療暨研究大樓）動工 |
| 2002年           | 增設應用外語系 |
| 2003年           | 增設生物科技系、環境資源管理系、化粧品科技研究所碩士班；設立臺灣溫泉研究發展中心、嘉南文化藝術館<12月，王趁紀念圖書館啟用 |
| 2004年           | 設立「環境學院」；增設文化事業發展系、醫療資訊管理研究所碩士班；設立生態工程技術研發中心 |
| 2005年           | 增設觀光事業管理系、藥物科技研究所碩士班；設立進修學院、創新育成中心、文化藝術中心 |
| 2006年           | 增設運動管理系、營養與保健科技研究所碩士班；化粧品應用與管理系改隸藥理學院，食品科技系改隸民生學院 |
| 2007年           | 增設產業安全衛生與防災研究所碩士班、溫泉產業研究所碩士班 |
| 2008年           | 增設老人服務事業管理系、應用空間資訊系、休閒與空間資訊研究所碩士班 |
| 2009年           | 增設資訊科技系；設立「人文社會學院」、「健康暨資訊學院」、「休閒學院」；醫療資訊管理研究所併入醫務管理系、營養與保健科技研究所併入保健營養系；餐旅管理系改隸休閒學院，老人服務事業管理系改隸人文社會學院 |
| 2010年           | 輝振大樓啟用 |
| 2011年           | 增設兒童產業服務學位學程、儒學研究所 |
| 2012年           | 應用空間資訊系改隸環境永續學院，餐旅管理系改隸民生學院 |
| 2013年           | 增設應用空間資訊系碩士班；藥物科技研究所、化粧品科技研究所、休閒事業管理研究所、產業安全衛生與防災研究所、溫泉產業研究所分別併入藥學系、化粧品應用與管理系、休閒保健管理系、職業安全衛生系、觀光事業管理系；老人服務事業管理系、醫務管理系改隸休閒學院；人文社會學院及健康暨資訊學院整併為「人文暨資訊應用學院」        |
| 嘉南藥理大學     | |
| 2014年           | 更名為嘉南藥理大學；文化事業發展系、兒童產業服務學位學程停招 |
| 2015年           | 增設學士後公共安全及消防學士學位學程 |
| 2016年           | 增設藥用植物與保健應用學士學位學程、藥粧生技產業學士學位學程 |
| 2017年           | 增設公共安全與消防學士學位學程 |
| 2018年           | 增設智慧健康數位服務學士學位學程、學士後海外華語教學學位學程 |
| 2019年           | 應用外語系分組（英文組、日文組） |
| 2020年           | 環境資源管理系、應用空間資訊系、資訊管理系取消分組；3碩士班（生物科技系碩士班、觀光事業管理系溫泉產業碩士班、職業安全衛生系產業安全與防災碩士班）2系之進修部（職業安全衛生系、應用外語系），2學位學程（藥用植物與保健應用學士學位學程、公共安全與消防學士學位學程進修部），儒學研究所及老人服務事業管理系二技日間部停招 |
| 2021年           | 增設公共安全及消防系、社會工作系二技進修部；生物科技系、應用空間資訊系、公共安全及消防學士學位學程停招 |

## 學校象徵

### 校徽
嘉藥的校徽以學校簡稱「嘉南藥大」為主體。六角形圖案是有機化合物「苯」的化學結構；現代醫學使用的許多藥物都是由「苯」的衍生物合成而來，故以苯的化學結構來代表「現代藥學及相關科學」。梅花是中華民國國花，葉片代表藥用植物；傳統中藥大多取材於藥用植物，所以取藥用植物的意象來代表「傳統中藥及相關科學」。
校徽整體象徵嘉藥以現代藥學為核心，追求中國傳統藥學之突破，進而邁向「全人健康服務」的終極教育目標。

### 校訓
真實；「真」是鼓勵青年學子要努力不斷追求科學真理，實現真善美人生；「實」是腳踏實地做學問、學做人，追求人生理想。

### 校歌
嘉南藥理大學校歌
王趁詞、蔡誠絃曲
古都勝地雙溪之濱，宏開嘉南日日新
陶鑄藥學專才；培育德智體群美，
鑽研學問務求真；博愛為懷救世人，
立大志，敦品行為為校爭光。
窮理生化創造發明，富國利民發揚我校精神。

## 教學相關

### 院系所更名
| 年分   | 名稱                       | 名稱                       |
| 年分   | 舊                         | 新                         |
| ------ | -------------------------- | -------------------------- |
| 1997年 | 應用化學系                 | 醫藥化學系                 |
| 1998年 | 幼兒保育科                 | 嬰幼兒保育系               |
| 2003年 | 食品衛生系                 | 食品科技系                 |
| 2003年 | 工業安全衛生系             | 職業安全衛生系             |
| 2003年 | 環境工程衛生系             | 環境工程與科學系           |
| 2003年 | 青少年兒童福利系           | 社會工作系                 |
| 2001年 | 社會科學學院               | 社會科學暨管理學院         |
| 2003年 | 生物科技研究所             | 生物科技系碩士班           |
| 2008年 | 環境學院                   | 環境永續學院               |
| 2010年 | 休閒與空間資訊研究所       | 休閒事業管理研究所         |
| 2013年 | 休閒學院                   | 休閒暨健康管理學院         |
| 2013年 | 資訊科技系                 | 資訊多媒體應用系           |
| 2020年 | 環境工程與科學系環境檢驗組 | 環境工程與科學系環境應用組 |
| 2021年 | 資訊多媒體應用系           | 多媒體與遊戲發展系         |
| 2021年 | 老人服務事業管理系         | 高齡福祉養生管理系         |
| 2021年 | 醫藥化學系                 | 食藥產業暨檢測科技系       |

## 歷任校長
| 任別 | 姓名   | 任期                        | 備註 |
| ---- | ------ | --------------------------- | --- |
| 1    | 鄺英傑 | 1966-1974                   | |
| 2    | 王昭雄 | 1974-2009                   | |
| 3    | 許立人 | 2009-2012                   | |
| 4    | 李孫榮 | 2012-2015                   | |
| 5    | 陳銘田 | 2015-2018                   | |
| 6    | 陳鴻助 | 2018年8月1日-2020年1月31日  | 曾任台南應用科技大學校長 |
| 代理 | 楊朝成 | 2020年2月1日-2020年4月19日  | |
| 7    | 李孫榮 | 2020年4月20日-2023年4月19日 | 後接任台灣肥料董事長 |
| 代理 | 張翊峰 | 2023年4月20日-2023年7月31日 | |
| 8    | 錢紀銘 | 2023年8月1日-2025年1月31日  | |
| 代理 | 張翊峰 | 2025年2月1日-               | 國立成功大學環境工程研究所博士，目前是該校環境工程與科學系特聘教授。自民國88年起服務嘉藥至今長達25年，期間歷任多項重要職務，包括系主任、學院院長、研發長與副校長等職。 |

## 組織

### 教學及研究單位
專：五專部
學：學士班
碩：碩士班、碩在職：碩士在職專班
| 藥理學院 | 藥學系（學、碩）               |                                |
| 藥理學院 | 食藥產業暨檢測科技系（專、學） | 化妝品應用與管理系（學、碩）   |
| 藥理學院 | 藥用植物與保健應用學士學位學程 | 藥粧生技產業系                 |
| 研究中心 | 中草藥健康促進產學中心         | 機能性化粧品開發與評估研究中心 |
| 研究中心 | 新藥創建研究中心               |                                |

| 民生學院 | 食品科技系（專、學） | 嬰幼兒保育系（學）   |
| 民生學院 | 保健營養系（學、碩） | 生活保健科技系（學） |
| 民生學院 | 餐旅管理系           |                      |

| 人文暨資訊應用學院 | 資訊管理系（學）             | 社會工作系（學） |
| 人文暨資訊應用學院 | 多媒體與遊戲發展系（學）     | 應用外語系（學） |
| 人文暨資訊應用學院 | 智慧健康數位服務學士學位學程 | 儒學研究所（碩） |

| 環境永續學院 | 職業安全衛生系（專、學、碩）   | 應用空間資訊系（學、碩） |
| 環境永續學院 | 環境工程與科學系（專、學、碩） | 環境資源管理系（學、碩） |
| 環境永續學院 | 公共安全及消防系（學）         |                          |

| 休閒暨健康管理學院 | 休閒保健管理系（學、碩） | 醫務管理系（學、碩）     |
| 休閒暨健康管理學院 | 觀光事業管理系（學、碩） | 高齡福祉養生管理系（學） |
| 休閒暨健康管理學院 | 運動管理系（學）         |                          |

- 藥用藥用植物與保健應用學士學位學程、智慧健康數位服務學士學位學程、儒學研究所已於109學年度停招[2][3]。

## 校園環境

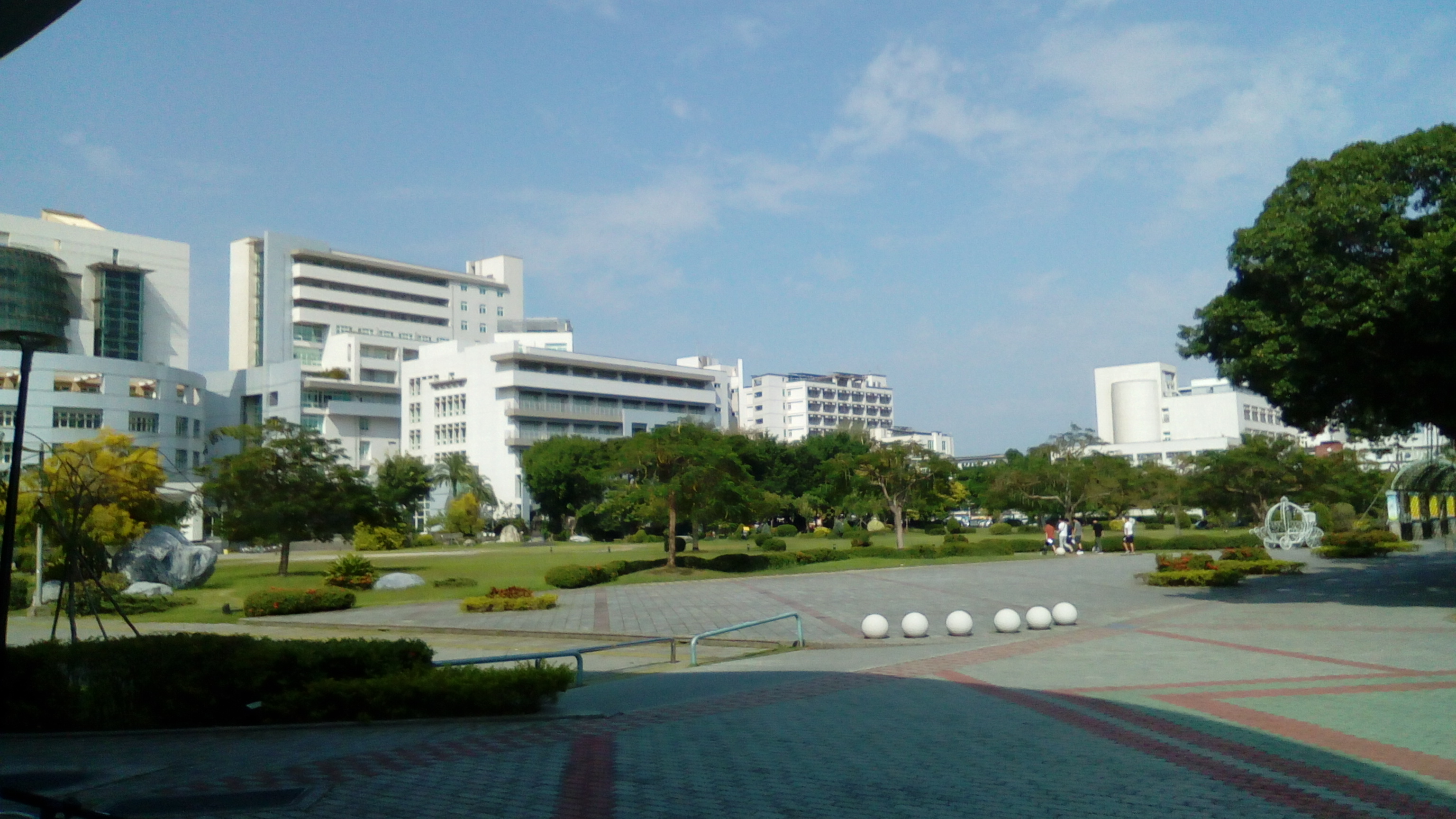
嘉藥中央草坪

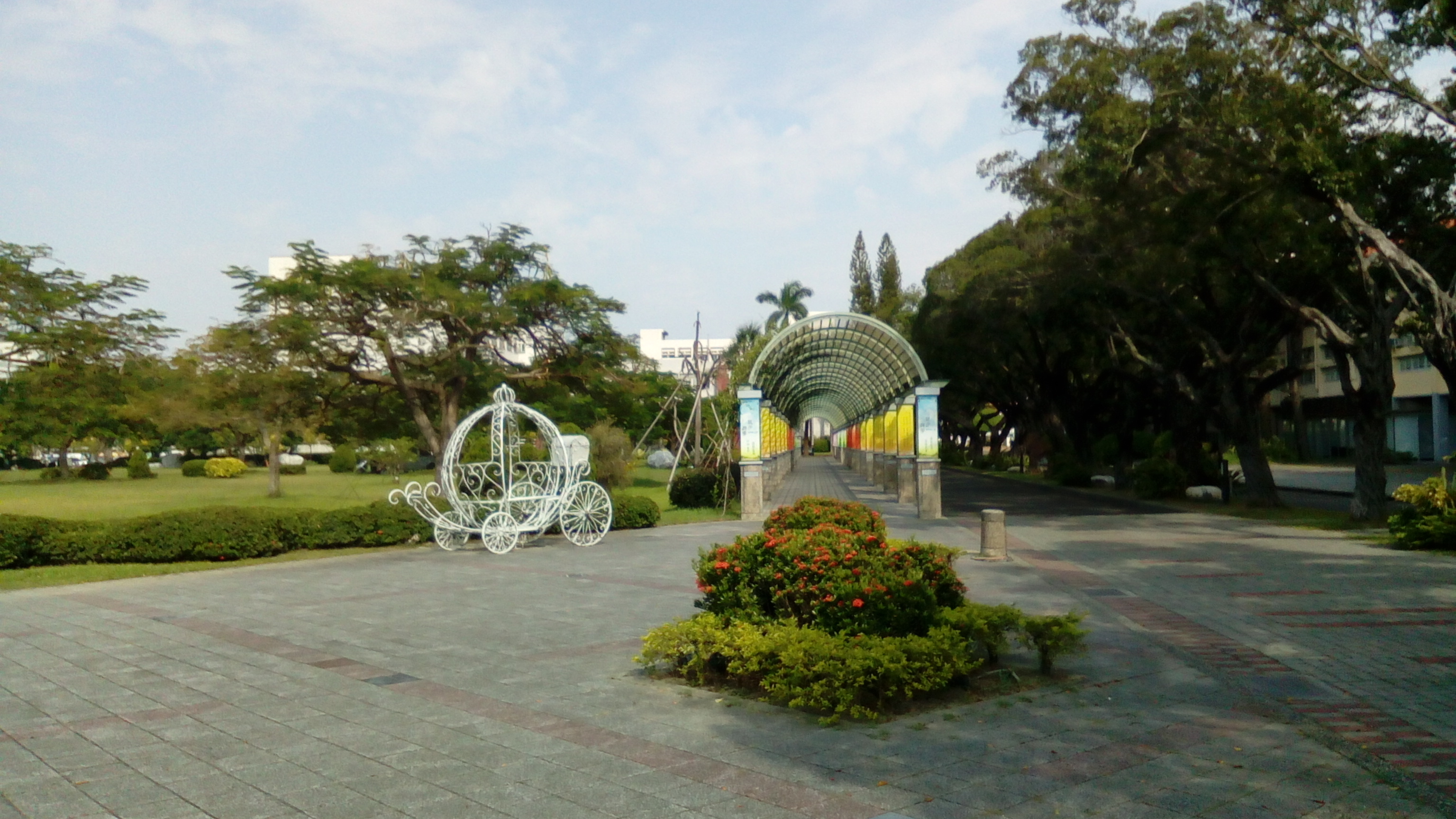
嘉藥綠色廊道

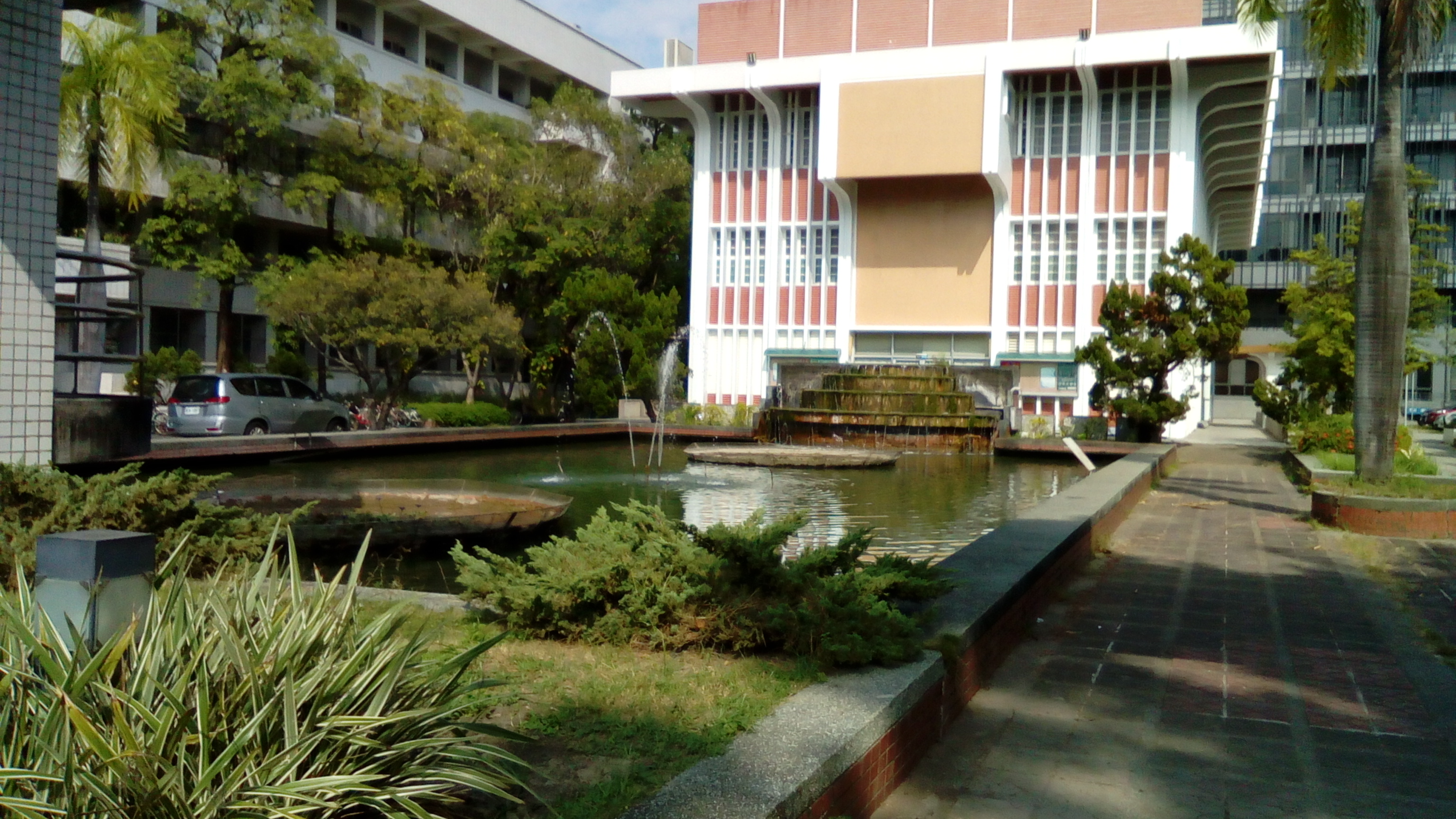
藥學大樓

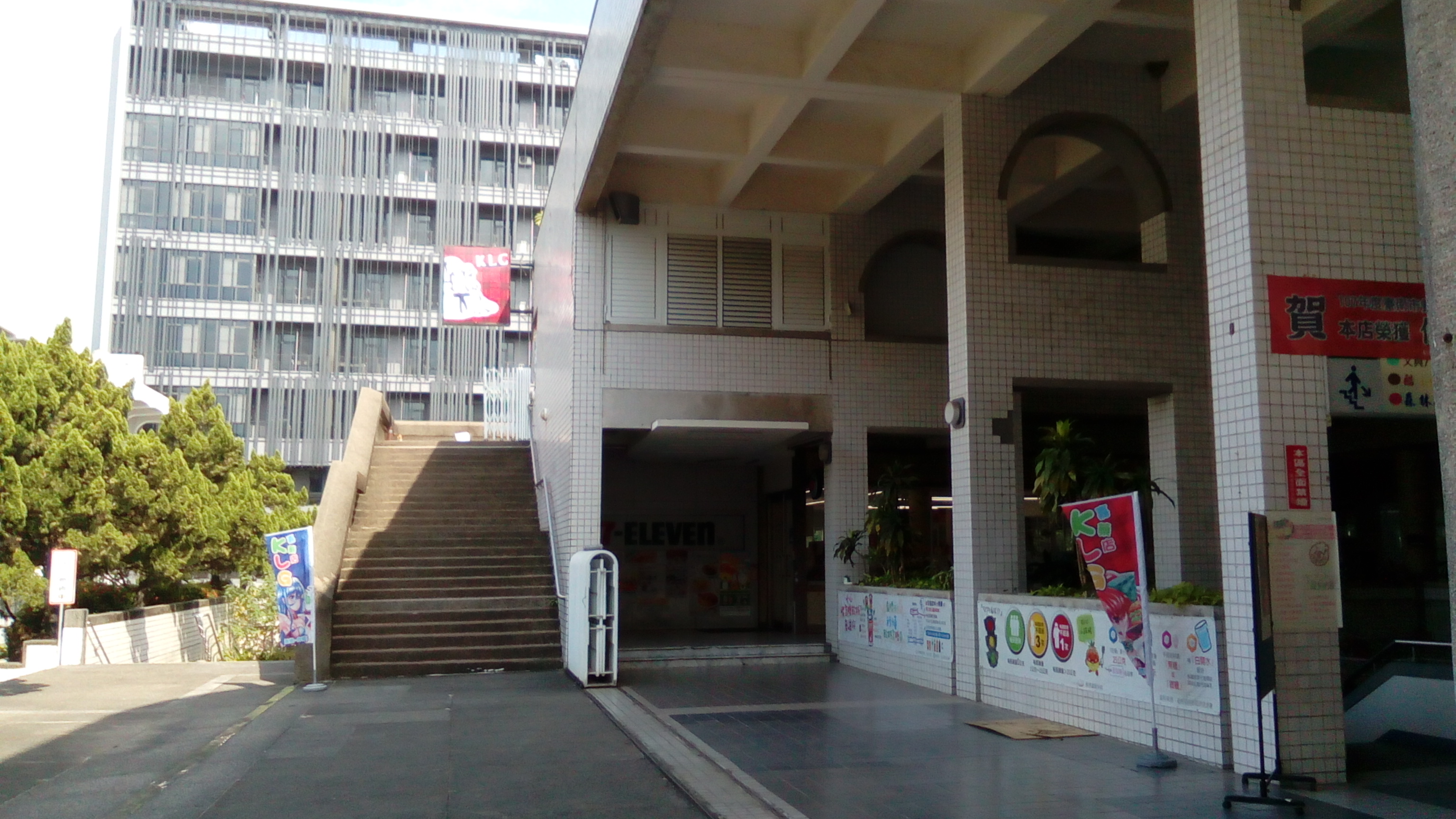
學生餐廳

### 通識教育中心
| - 通識教育中心 | - 文化藝術館 | - 語言教學組 | - 通識教育組 |

## 校園生活

### 王趁紀念圖書館
以學校創辦人王趁起名，現使用的為2003年9月啟用的第三代館舍，坐落於學生宿舍英傑五舍（D11）以及資訊暨教學大樓（Q/ Qs）之間。嘉南藥大最早於1966年設立圖書室，經歷兩度搬遷始具目前規模。

### 學生宿舍
嘉藥設有英傑、錦篆宿舍區，共11棟宿舍供學生申請。費用、房型等詳細資訊參見嘉南藥理大學宿舍服務組網頁。

### 運動設施
嘉南藥理大學紹宗體育館2014年落成啟用，可容納3,300人，2021-2024年曾為T1聯盟臺南台鋼獵鷹的主場，球團規劃滿場時可容納2,100人（二樓1,600人，場邊席500人）。
| 設施       | 位置                  |
| ---------- | --------------------- |
| 紹宗體育館 | U棟，棒／壘球場旁     |
| 重量訓練室 | 英傑六舍ㄧ樓          |
| 體育館     | G棟，英傑五舍前方     |
| 室外排球場 | J棟旁，錦篆七舍後方   |
| 棒／壘球場 | U棟旁                 |
| 室外網球場 | U棟後方               |
| 田徑場     | J棟後方               |
| 溫水游泳池 | H棟，英傑一、三舍前方 |
| 水療館     | M棟，溫水游泳池前方   |

### 社團及自治組織
學生社團總覽參見嘉南藥理大學社團活動頁面。嘉藥全校性學生自治組織為嘉南藥理大學學生會。

## 榮譽
- 2015年竣工啟用的紹宗體育館獲得內政部綠建築標章黃金級認證，為國內大專院校首例[9]。
- 生活應用與保健系顏名聰教授及學生高士陽赴南韓參加2019世界廚藝競賽，分別奪下主菜類及前菜類金牌[10]。

## 學校爭議
- 2018年，校方傳出有意調漲107學年度藥學系學雜費，遂引起學生質疑與不滿。最終教育部未核准嘉藥等13間大專院校提出之學雜費調整申請[11][12][13]。

## 参見
- 嘉南藥理大學人工濕地

## 外部連結
- 嘉南藥理大學（页面存档备份，存于）
- 嘉南藥理大學的Facebook專頁（页面存档备份，存于）
- 嘉南藥理大學的Instagram帳戶（页面存档备份，存于）
- YouTube上的嘉南藥理大學頻道（页面存档备份，存于）
- YouTube上的CNU Story頻道（页面存档备份，存于）
- 嘉南藥理大學機構典藏（页面存档备份，存于）
- 嘉南藥理大學圖書資訊館（页面存档备份，存于）